# Karl Heinz Cuny

Buchtitel von Cuny – Chemie

Karl Heinz Cuny (* 27. September 1910; † 17. Oktober 1994,) war ein deutscher Oberstudienrat im hessischen Schuldienst. Das von ihm ab 1963 herausgegebene und in zehn Auflagen im Hermann Schroedel Verlag erschienene Lehrbuch „Cuny – Chemie“ war ein Standardwerk für den Chemieunterricht an den Gymnasien der Bundesrepublik Deutschland.

## Leben
Didaktisches Charakteristikum des Buches war sein Aufbau mit textlich eingebundenen Lehrerversuchen und Schülerübungen. Durch die auf dem Buchtitel abgebildeten Orbitale des Wasserstoffatoms wurde die Aufnahme des seinerzeit neuesten Wissenstands in das Lehrbuch unterstrichen.
Ebenfalls im Hermann-Schroedel-Verlag erschienen unter Cunys Herausgeberschaft in mehreren Auflagen ab 1966 „Cuny – Grundlagen der Chemie“ und ab 1968 „Cuny – Chemie Oberstufe“ sowie 1971 „Cuny – Grundlagen der physikalischen Chemie“.
Ab 1975 erschien im Hermann-Schroedel-Verlag in gemeinsamer Herausgeberschaft von Karl Heinz Cuny und Walter Weber das Nachfolgewerk für den Chemieunterricht an den Gymnasien „Cuny-Weber – Chemie – Welt der Stoffe“. Besonderheit des Lehrbuchs war der durchgängige zweispaltige Aufbau mit einer Spalte, in der das Sachwissen dargestellt wird, und einer Spalte, in der Anleitungen zu Experimenten, Beschreibungen von Versuchsaufbauten sowie Erläuterungen zu finden sind.
Als Didaktiker des Chemieunterrichts an den Schulen war Karl Heinz Cuny ein klarer Verfechter der induktiven Methode, welche die Schülerinnen und Schüler vom Experiment zum Verständnis der allgemeinen Gesetze der Chemie führt, statt umgekehrt zunächst die Theorie zu vermitteln und – wenn überhaupt – erst danach den praktischen Versuch zu zeigen.
Weitere von Karl Heinz Cuny herausgegebene Werke waren: „Einführung in die Chemie – Wir experimentieren mit Aufbauteilen“ (1967 im Verlag Julius Beltz) sowie die „Arbeitsblätter für chemische Schülerübungen“ (1969 ebenfalls im Verlag Julius Beltz).
Karl Heinz Cuny war auch der Erfinder des ersten Schlauch-Eudiometers, bei dem durch Verwendung eines durchsichtigen, weichen Kunststoffschlauchs die Nachteile der bis dahin zur Ermittlung der Volumenverhältnisse explosiv reagierender Gasmischungen verwendeten gläsernen Eudiometer vermieden werden – insbesondere die Gefahr umherfliegender Glassplitter. Mit dem Gerät kann beispielsweise im Schulunterricht demonstriert werden, dass sich Wasserstoff und Sauerstoff nur im Volumenverhältnis 2:1 zu Wasser verbinden.
1956 hat Karl Heinz Cuny zusammen mit Karl Lothar Wolf ein Verfahren zur Präzisierung der Messung der Oberflächenspannung von Flüssigkeiten veröffentlicht. Das Verfahren eliminiert – unter Berücksichtigung einschlägiger Differentialgleichungen – Messfehler weitgehend und gestattet genaue Absolutmessungen sowie serienmäßige Relativmessungen mit großer Genauigkeit.